# Capitoli de I Cavalieri dello zodiaco - Episode G

Copertina del volume 7 dell'edizione italiana.

Questa è la lista dei capitoli e del manga I Cavalieri dello zodiaco - Episode G, scritto e disegnato da Megumu Okada e ispirato all'opera originale di Masami Kurumada. La storia è ambientata sette anni prima degli eventi narrati ne I Cavalieri dello zodiaco e racconta la lotta dei Cavalieri d'Oro, guerrieri che combattono in nome di pace e giustizia, per proteggere la terra dalla minaccia dei titani.
Le prime immagini del manga apparvero nell'edizione di gennaio 2003 della rivista Champion Red, pubblicata il 19 novembre 2002, insieme ad alcuni poster e ad un'intervista a Masami Kurumada. Il primo capitolo venne pubblicato nell'edizione di febbraio, il 19 dicembre 2002, iniziando la serializzazione della serie sul mensile. I capitoli furono successivamente raccolti in volumi in formato tankōbon dall'editore Akita Shoten, con il primo albo pubblicato il 19 luglio 2003. Nel luglio 2009 il manga subì un'interruzione a seguito di una disputa non meglio chiarita tra autore ed editore. Quando Episode G riprese nell'edizione di aprile 2011 di Champion Red, la rivista pubblicò i capitoli che non erano ancora stati raccolti in volumi dall'editore Akita Shoten (capitoli 74–76) con il titolo di "volume 17.5". A iniziare da ottobre 2011 la pubblicazione venne interrotta una seconda volta, fino ad aprile 2013. L'ultimo capitolo venne pubblicato su Champion Red il 19 giugno 2013, mentre il volume finale venne messo in commercio l'8 agosto 2013.
Dal 2014 al 2019 è stata pubblicata una seconda serie intitolata I Cavalieri dello zodiaco - Episode G: Assassin inizialmente pubblicata sul bimestrale Champion Red Ichigo e poi (a partire da ottobre 2014) come fumetto online a cadenza settimanale.
La Panini Comics ha iniziato la pubblicazione dell'opera in Italia, con il primo volume uscito il 28 ottobre 2004. La casa editrice ha adottato per i suoi albi un formato più piccolo rispetto all'originale giapponese, che fa sì che ogni due numeri dell'edizione italiana corrispondano a un volume della versione giapponese. La pubblicazione italiana si è conclusa a luglio 2014, con la pubblicazione del volume 40.
Dal 2020 viene pubblicata una terza serie dal titolo I Cavalieri dello zodiaco - Episode G: Requiem su Champion Cross.

## Episode G(2002-2013)
| Nº Ja | N° It | Titolo italiano Giapponese 「Kanji」 - Rōmaji | Data di prima pubblicazione             | Data di prima pubblicazione         |
| Nº Ja | N° It | Titolo italiano Giapponese 「Kanji」 - Rōmaji | Giapponese                              | Italiano                            |
| 1     | 1-2   | I Cavalieri dello zodiaco Episode G 1 I Cavalieri dello zodiaco Episode G 2 「聖闘士星矢EPISODE・G 1」 - Seinto Seiya EPISODE・G 1 | 19 giugno 2003 ISBN 978-4-253-23111-4   | 28 ottobre 2004 25 novembre 2004    |
| 1     | 1-2   | Capitoli - 1. Il grande prologo (The Great Prologue) - 2. Il fanciullo d'oro (黄金の少年?, Ōgon no shōnen) - 3. Colui che geme (呻吟ウ者?, Samayou mono) - 4. Colui che splende (光 截ツ者?, Hikari tatsu mono) - 5. Colui che unisce (集ウ者?, Tsudou mono) |                                         |                                     |
| 1     | 1-2   | Trama In Grecia, una figura divina consegna a saga dei gemelli la daga deicida per uccidere Atena ancora in fasce. Il suo attacco deicida è fermato da Aiolos che riconosce il volto di saga dei gemelli. Viene poi condannato a morte. 6 anni dopo, Aiolia viene disprezzato da tutti nonché fratello di un traditore. Intanto, in America, un centrale nucleare sta per causare un disastro ambientale, pianificato da un terrorista, esiliato dal santuario.Aiolia ferma le sue ambizioni, a costo della vita di John black, un dirigente della zona. Camus affida una missione ad Aiolia. Un gigante si incammina tra le montagne del pindo, minacciando la popolazione. Aiolia interviene e sconfigge il gigante, ma facendo rimanere orfano una ragazza di nome lithos. Decide di accudire la ragazza, ma ponto, divinità ancestrale, si impossessò di galan, un servitore della casa del leone. Shaka interviene, ma, Aiolia distrugge il braccio del servitore, salvando la sua vita. Il sacerdote invoca una riunione dei gold saint per parlare della nuova minaccia che si sta pian piano presentando al mondo, ovvero quella dei titani. Dopo aver raccontato il mito dei titani e di cronos. Ma Aiolia decide di non andare alla convocazione. |                                         |                                     |
| 2     | 3-4   | I Cavalieri dello zodiaco Episode G 3 I Cavalieri dello zodiaco Episode G 4 「聖闘士星矢EPISODE・G 2」 - Seinto Seiya EPISODE・G 2 | 23 ottobre 2003 ISBN 978-4-253-23112-1  | 23 dicembre 2004 27 gennaio 2005    |
| 2     | 3-4   | Capitoli - Speciale 1. La guerra santa (聖戦編?, Seisen hen) - 6. L'uomo ammantato di nero (漆黒ノ者?, Shikkoku no mono) - 7. Colui che reca il vento (風ヲ従エル者?, Kaze o shitagaeru mono) - 8. Colui che frantuma le ossa (骸ヲ破ル者?, Mukuro o yaburu mono) - 9. Colui che rigenera le corazze (殻ヲ造ル者?, Kara o tsukuru mono) |                                         |                                     |
| 2     | 3-4   | Trama Durante la riunione dei gold saint, lithos raggiunge la sala del grande sacerdote per porgere una lettera di scuse per l’assenza di Aiolia. Deathmask la colpisce, ma il leone si infuria e raggiunge il luogo della riunione. Un cosmo oscuro attacca il santuario e aiolia interviene e scopre che il nemico è un dio oscuro, un titano, sopraggiunto per riprendere l’arma sacra di cronos custodita al grande tempio. Dopo un tempestoso combattimento, alla fine Aiolia riesce a far risaltare delle crepe sull’armatura nemica. Camus distrugge alcuni soldati dei titani, mentre iperione il nero, il titano, si ritira. L’armatura d’oro del leone è danneggiata e quindi Aiolia deve raggiungere, insieme ad Aldebaran, in Jamir, dove vive l’unico riparatore di armature esistente al mondo. Ponto capisce che i saint vogliono raggiungere il jamir per nuove forze in guerra |                                         |                                     |
| 3     | 5-6   | I Cavalieri dello zodiaco Episode G 5 I Cavalieri dello zodiaco Episode G 6 「聖闘士星矢EPISODE・G 3」 - Seinto Seiya EPISODE・G 3 | 19 febbraio 2004 ISBN 978-4-253-23113-8 | 24 febbraio 2005 31 marzo 2005      |
| 3     | 5-6   | Capitoli - Speciale 2. Saga (サガ編?, Saga hen) - 10. L'uomo dell'Ariete (牡羊ノ者?, Ohitsuji no mono) - 11. Colui che richiama altri mondi (異界ヲ呼ブ者?, Ikai o yobu mono) - 12. Il liberatore (解キ放ツ者?, Tokihanatsu no mono) - 13. Il giusto (正義ノ者?, Seigi no mono) |                                         |                                     |
| 3     | 5-6   | Trama In jamir, Aiolia, Aldebaran e lithos incontrano Mur, l’unico in grado di riparare le armature. Mur nega di riparare l’armatura distrutta è il leone lo attacca, ma poi si ritrova rinchiuso in una gabbia psichica di Mur. Qui però sopraggiungono dei soldati e si rivela Giapeto delle Dimensioni, un titano, giunto per uccidere l’unico in grado di riparare le armature e Aiolia. Mur veste l’armatura dell’ariete e inizia lo scontro, ma Giapeto apre varchi dimensionali mettendo in difficoltà Mur. Il cavaliere si difende con il Cristall Wall, ma viene distrutto. Mur risponde con la Starlight exction, con il quale distrugge la dimensione. Giapeto evoca una creatura mitologica, che verrà distrutta dalla Stardust Revolution. Il cosmo di ponto ordina a Giapeto di ritirarsi perché è sceso in campo senza permesso. Intanto Shura intuisce che distro la morte di aiolos c’è dietro saga dei gemelli, ma il sacerdote lo sottomette all’illusione diabolica e facendo diventare il capricorno un demone. Intanto Mur con le ferite e il suo sangue, ripara l’armatura del leone. |                                         |                                     |
| 4     | 7-8   | I Cavalieri dello zodiaco Episode G 7 I Cavalieri dello zodiaco Episode G 8 「聖闘士星矢EPISODE・G 4」 - Seinto Seiya EPISODE・G 4 | 29 luglio 2004 ISBN 978-4-253-23114-5   | 23 giugno 2005 28 luglio 2005       |
| 4     | 7-8   | Capitoli - Speciale 3. L'auspicio (予兆?, Yochō) - 14. I giganti (巨大ナル者?, Kyodai naru no mono) - 15. Le zanne dorate (黄金ノ牙ノ者?, Ōgon no kiba no mono) - 16. Il demone (悪鬼ナル者?, Akki naru no mono) - 17. Colui che conduce all'Ade (冥界ニ導ク者?, Meikai ni michibiku mono) - Speciale 4. Aiolos (アイオロス編?, Aiorosu hen) |                                         |                                     |
| 4     | 7-8   | Trama Ponto risveglia la stirpe dei giganti e incarica loro di attaccare il grande tempio per impossessarsi dell’arma di cronos. Marin e Aiolia fronteggiano Lava Rossa, mentre Fiamma Azzurra attacca le dodici case, Ma Shaka si pone a difesa della prima, seconda e terza casa, rimaste incustodite. Una voce aliena permette a Fiamma Azzura di raggiungere la casa del cancro, ma Deathmask lo trasporta e distrugge all’ingresso dell’ade. Mentre Mur parla con Aldebaran in jamir, Ponto distrugge il sigillo risvegliando Ceo, terzo titano. |                                         |                                     |
| 5     | 9-10  | I Cavalieri dello zodiaco Episode G 9 I Cavalieri dello zodiaco Episode G 10 「聖闘士星矢EPISODE・G 5」 - Seinto Seiya EPISODE・G 5 | 25 novembre 2004 ISBN 978-4-253-23115-2 | 1º settembre 2005 29 settembre 2005 |
| 5     | 9-10  | Capitoli - Speciale 5. Le ali d'oro (黄金ノ翼?, Ōgon no tsubasa) - 18. Colui che risponde al richiamo (呼応スル者?, Ko'ō suru mono) - 19. Colui che appartiene al passato (古エノ者?, Inishie no mono) - 20. L'erede (受ケ継グ者?, Uketsugu mono) - 21. Colui che annuncia il fato (運命ヲ謳ウ者?, Unmei o utau mono) - Speciale 6. Colui che non crede nel destino (運命ヲ信ジヌ者?, Unmei o shinjinu mono) |                                         |                                     |
| 5     | 9-10  | Trama Con la rinascita di Ceo, il potere dei titani è ormai vasto sul mondo, invocando creature mitologiche. Infatti, a creta, il re Minosse ha inviato una lettera al governo greco per i sacrifici periodici per il Minotauro. Il governo ha rifiutato, ma 14 bambini sono scomparsi. Il governo greco ha deciso di chiedere aiuto al santuario, che ha inviato Aiolia. Dopo aver sconfitto Minosse, quest’ultimo risveglia il Minotauro. Alla fine Aiolia riesce a distruggere la bestia. In Cina, il governo cinese ha chiesto aiuto al santuario. Il sacerdote ha inviato restu della lince e Noesis del triangolo, ma il saint del triangolo si sacrifica per indebolire il potere del nostro. Restu si trova in difficoltà, ma lo sostiene Aiolia e alla fine restu completa la missione. Intanto Shaka decide di ritirarsi in India per espandere il suo cosmo lucente e scacciare il cosmo oscuro dei titani. Comincia la meditazione, ma qui interviene Ceo, intento ad uccidere Shaka. Aiolia si mette a sua difesa, cominciando lo scontro contro il titano. |                                         |                                     |
| 6     | 11-12 | I Cavalieri dello zodiaco Episode G 11 I Cavalieri dello zodiaco Episode G 12 「聖闘士星矢EPISODE・G 6」 - Seinto Seiya EPISODE・G 6 | 20 aprile 2005 ISBN 978-4-253-23116-9   | 27 ottobre 2005 24 novembre 2005    |
| 6     | 11-12 | Capitoli - Speciale 7. La mia terra (己ノアル地?, Onore no aru chi) - 22. Colui che azzanna il destino (運命ヲ貫ク者?, Unmei o tsuranuku mono) - 23. Colui che mi sorregge (我ガ身ヲ支エル者?, Waga mi o sasaeru mono) - 24. L'uomo più vicino agli dei (神ノ領域ニ有ル者?, Kami no ryōiki ni aru mono) - 25. L'uomo scolpito nella leggenda (神話ニ刻マレシ者?, Shinwa ni kizamareshi mono) |                                         |                                     |
| 6     | 11-12 | Trama Aiolia combatte contro il titano Ceo, mentre il cosmo di Shaka si innalza sempre più. Aiolia è in difficoltà, e decide di portare il cosmo al massimo, ma riceve tutto il peso dei colpi di Ceo sul corpo. sul punto di mollare, riesce a creare un universo e lo scaglia contro Ceo. È il photon burst con il quale Aiolia ha creato dei fotoni che hanno oltrepassato il corpo di Ceo e adesso esplodono all’interno del suo corpo. Iperione giunge a salvare Ceo, ma Aiolia è allo stremo delle forze. Shaka ha completato la purificazione della terra e ormai il cosmo dei titani è incapace di risvegliare creature mitologiche. Ponto risveglia Ettore, il leggendario troiano che combatté nella guerra di Troia. Per proteggere Aiolia appena tornato in Grecia, Milo dello scorpione decide di affrontare il guerriero. |                                         |                                     |
| 7     | 13-14 | I Cavalieri dello zodiaco Episode G 13 I Cavalieri dello zodiaco Episode G 14 「聖闘士星矢EPISODE・G 7」 - Seinto Seiya EPISODE・G 7 | 20 luglio 2005 ISBN 978-4-253-23117-6   | 26 gennaio 2006 23 febbraio 2006    |
| 7     | 13-14 | Capitoli - Speciale 8. La lama splendente (輝ケル刃?, Kagayakeru yaiba) - 26. L'avvento (降臨セシ者?, Kōrin seshi mono) - 27. Coloro che infiammano l'emblema (紋章ヲ燈ス者?, Monshō o tomosu mono) - 28. Colui che fende le stelle (星ヲ断ツ者?, Hoshi o tatsu mono) - 29. Colui che cederà la lama sacra (聖剣ヲ賜ウ者?, Seiken o tamau mono) |                                         |                                     |
| 7     | 13-14 | Trama Milo esce illeso dall’attacco di Ettore e poi scaglia lo Scarlet Needle distruggendo il nemico è facendo a polvere il corpo del nemico. Intanto Ponto ha risvegliato i titani restanti, 11 su 12 titani sono ormai pronti alla lotta e il palazzo dei titani si erge. Qui sorge il Theos Sema, ovvero il simbolo dei titani che scatenerà una nuova titanomachia. Il cosmo oscuro dei titani vanifica l’opera di Shaka, mentre Sion, antico sacerdote ucciso da Saga dei gemelli, rimprovera le azioni di Gemini. Qui deathmask è cosciente della malvagità di Saga, ma decide comunque di seguirlo. Intanto l’esercito di cronos ha attaccato il grande tempio, ma Shura del capricorno li distrugge. Qui sopraggiunge il titano Crio che comincia la lotta contro Shura. Alla fine il saint diventa indemoniato dall’illusione diabolica ed impazzisce, ma grazie ad Aiolia riesce a liberarsi della forza maligna e creare una nuova excalibur che trancia l’arma nemico. Crio rinvia lo scontro. Dohko di libra intanto, capisce che il santuario è avvolto da un cosmo oscuro e infatti lo spirito di cronos giunge al grande tempio. |                                         |                                     |
| 8     | 15-16 | I Cavalieri dello zodiaco Episode G 15 I Cavalieri dello zodiaco Episode G 16 「聖闘士星矢EPISODE・G 8」 - Seinto Seiya EPISODE・G 8 | 20 dicembre 2005 ISBN 978-4-253-23118-3 | 29 marzo 2006 25 maggio 2006        |
| 8     | 15-16 | Capitoli - Speciale 9. L'uomo degli abissi (深キ者ドモ?, Fuki mono domo) - 30. Colui che sbarra il cammino (立チ塞ガル者?, Tachifusagaru mono) - 31. L'uomo del sigillo (封ジラレシ者?, Fūjirareshi mono) - 32. Colui che governa i fulmini (雷ヲ使役セシ者?, Kaminari o shieki seshi mono) - 33. L'uomo senza ali (翼無キ者?, Tsubasa naki mono) |                                         |                                     |
| 8     | 15-16 | Trama Aiolia e Shura avvertono il cosmo di cronos avvolgere il santuario. Il dio è giunto per impossessarsi del megas drepanon. Lo interrompe Saga dei gemelli, con la metà buona del suo animo, a fermare la sua azione e con l’another dimension giunge alla statua di Atena. Mentre si scontra contro il dio, saga scaglia la Galaxian Explosion. Il dio si difende nascondendosi dietro la statua, mentre Saga ha fatto lo stesso dietro la falce dei titani. Così facendo però il sigillo è stato indebolito e cronos può raggiungere la megas drepanon, ma con suo grande stupore, è riposto un secondo sigillo di fulmini, quello di Zeus. Saga afferra l’arma sacra e con il pugnale divino sta per uccidere cronos. La metà malvagia prende il sopravvento, facendo ritirare Saga e vestendolo delle vesti sacerdotali. Qui interviene Aiolia che tenta di sfidare il dio con il Lightning bolt e il Lightning plasma investendo il dio. Aiolia è intento a colpire il dio senza colpire l’arma sacra e con il Photon Burst crea un'esplosione. Dalle ceneri emergono 6 titani di donne e sopra a loro compare cronos con il suo corpo mitologico                                                                                                  |                                         |                                     |
| 9     | 17-18 | I Cavalieri dello zodiaco Episode G 17 I Cavalieri dello zodiaco Episode G 18 「聖闘士星矢EPISODE・G 9」 - Seinto Seiya EPISODE・G 9 | 18 maggio 2006 ISBN 978-4-253-23119-0   | 8 marzo 2007 5 aprile 2007          |
| 9     | 17-18 | Capitoli - Speciale 10. Colui che galoppa come il vento (疾駆スル者?, Shikku suru mono) - 34. Il condannato (断罪セシ者?, Danzai seshi mono) - 35. L'uomo dall'immensa forza (剛力ナル者?, Gōriki naru mono) - 36. Colui che genera i moti (流転ヲ生ム者?, Ruten o umu mono) - 37. Colui che muove le correnti (流転サセル者?, Ruten saseru mono) |                                         |                                     |
| 9     | 17-18 | Trama Alla statua di Atena, rea e temi si scontrano contro il gold saint e appesantendolo alle spalle con il peso dei suoi peccati. Sopraggiunge Shura, ma i due vengono attaccati da mostri evocati dalle titane. In loro aiuto giunge Aldebaran, appena tornato dal jamir, che distrugge le creature. Le titane decidono di ritirarsi, mentre cronos arriva la clessidra adamantina, in cui il tempo invece di scorrere nel futuro, scorre all’indietro, portando gli umani a delle scimmie. Aiolia decide di indagare, ma si ritrova un cancello e il titano Oceano, giunto per riprendere la spada di Crio distrutta da Shura. Ailia si ritrova in difficoltà, ma qui sopraggiunge Camus, che cristallizza le onde del titano, annunciando lo scontro e immobilizzando il nemico. |                                         |                                     |
| 10    | 19-20 | I Cavalieri dello zodiaco Episode G 19 I Cavalieri dello zodiaco Episode G 20 「聖闘士星矢EPISODE・G 10」 - Seinto Seiya EPISODE・G 10 | 18 agosto 2006 ISBN 978-4-253-23120-6   | 10 maggio 2007 7 giugno 2007        |
| 10    | 19-20 | Capitoli - 38. Colui che sceglie il suo Dio (神ヲ選択スル者?, Kami o sentaku suru mono) - 39. Colui che ghermisce le anime (魂ヲ奪ウ者?, Tamashii o ubau mono) - 40. L'uomo di ferro foriero di morte (死ノ鉄ノ者?, Shi no tetsu no mono) - 41. L'uomo delle dolci fragranze (香気アル者?, Kōki aru mono) - 42. Colui che apre la via della vittoria (勝利ノ道ヲ生ム者?, Shōri no michi o umu mono) |                                         |                                     |
| 10    | 19-20 | Trama Oceano e Camus continuano la lotta, sotto la preoccupazione di Aiolia. Comandando l’umidità, Oceano controlla il sangue di Camus. Alla fine nota del ghiaccio perenne ricoprire il cancello, l’ingresso al regno dei Titani. Camus si è rialzato, ma Oceano si teletrasporto, abbandonando lo scontro. Intanto cronos raggiunge il palazzo dei Titani, presentandosi all’esercito, mentre Lithos raggiunge Camus e Aiolia. Giapeto delle Dimensioni si presenta davanti a loro e rapisce Lithos portandola nel regno dei titani. Se Aiolia non verrà a salvarla, il Titano la ucciderà con le sue stesse mani. Detto ciò scompare. Aiolia si prepara a da attaccare il regno dei Titani e distrugge il gelo di Camus per poi combattere contro Iperione. Alla fine il Titano abbandona la lotta, ma un esercito di soldati attacca il gold saint, ma è troppo debole per difendersi. In suo soccorso giunge Aphrodite dei Pesci, che con i suoi rovi libera la strada ad Aiolia |                                         |                                     |
| 11    | 21-22 | I Cavalieri dello zodiaco Episode G 21 I Cavalieri dello zodiaco Episode G 22 「聖闘士星矢EPISODE・G 11」 - Seinto Seiya EPISODE・G 11 | 20 febbraio 2007 ISBN 978-4-253-23125-1 | 5 luglio 2007 2 agosto 2007         |
| 11    | 21-22 | Capitoli - Speciale 11. Colui che si regge sul confine (境界ニ立ツ者?, Kyōkai ni tatsu mono) - 43. Il prescelto dagli Dei (神ガ選ビシ者?, Kami ga erabishi mono) - 44. L'uomo che genera i vortici (渦ヲ生ム者?, Uzu o umu mono) - 45. Colui che si sacrificò (犠牲払イシ者?, Kisei haraishi mono) - 46. Colui che crede nel futuro (未来ヲ信ジル者?, Mirai o shinjiru mono) - 47. Colui che eredita il cosmo (小宇宙ヲ継グ者?, Kosumo o tsugu mono) |                                         |                                     |
| 11    | 21-22 | Trama Aphrodite combatte contro il gigante Ferro Cremisi, riuscendolo a sconfiggere. Per compiere il suo piano, Ponto decide di combattere contro Aiolia, offrendogli la propria dunamis, il potere di un dio. Ponto è in vantaggio, ma in aiuto di Aiolia giungono le armi della bilancia. Dohko ha inviato le armi del gold cloth per aiutare Aiolia. Il leone capisce che con il Lightning Plasma e il Photon Burst richiederebbe troppo tempo, ma decide di tentare e con uno sforzo enorme colpisce Ponto in contrattempo. Qui giungono Aldebaran,Shaka, Milo,Shura e Camus teletrasportati da Mur intenti ad aiutare il gold saint nella sua missione di salvare Lithos. Ponto ammette che nel futuro i cavalieri di Atena si stermineranno a vicenda in una guerra che distruggerà il grande tempio |                                         |                                     |
| 12    | 23-24 | I Cavalieri dello zodiaco Episode G 23 I Cavalieri dello zodiaco Episode G 24 「聖闘士星矢EPISODE・G 12」 - Seinto Seiya EPISODE・G 12 | 21 agosto 2007 ISBN 978-4-253-23126-8   | 3 luglio 2008 31 luglio 2008        |
| 12    | 23-24 | Capitoli - Speciale 12. Colui che muove il tempo (刻ヲ巡リシ者?, Koku o megurishi mono) - 48. Colui che reca con sé un universo (宇宙ヲ背負ウ者?, Uchū o seō mono) - 49. Colui che è privo di cuore (心ヲ持タヌ者?, Kokoro o motanu mono) - 50. Colui che conosce il proprio aspetto (己ノ姿ヲ知ル者?, Onore no sugata o shiru mono) - 51. Il messia (全テヲ救ウ者?, Subete o sukū mono) |                                         |                                     |
| 12    | 23-24 | Trama Iperione è preoccupato del fatto che degli umani siano entrati nel regno dei titani, ma Giapeto decide di scendere in campo e dimostrare la forza di un dio ad Aiolia. Una forza misteriosa separa Aiolia dal gruppo, teletrasporta solo in una caverna nelle profondità del tartaro. Qui si rivela Giapeto che crea un pianeta e distrugge le vite che lo abitano, imprigionandole nella sua spada. A salvare Aiolia interviene Shaka che, oltre a distruggere delle creature, ferma la spada del Titano. Qui interviene Temi, la moglie di Giapeto e racconta di come il figlio Prometeo si sacrificò per donare il fuoco agli umani e Zeus l’ha punito. Shaka alla fine, insieme ad Aiolia, distrugge la spada del titano ma Giapeto uccide pa moglie e assorbe il suo cosmo all’interno della spada, ma alla fine Aiolia tenta un’ultima mossa, dopo aver visto il Kaan di Shaka crollare e il tenbu horin essere annullato |                                         |                                     |
| 13    | 25-26 | I Cavalieri dello zodiaco Episode G 25 I Cavalieri dello zodiaco Episode G 26 「聖闘士星矢EPISODE・G 13」 - Seinto Seiya EPISODE・G 13 | 20 dicembre 2007 ISBN 978-4-253-23127-5 | 10 gennaio 2009 29 gennaio 2009     |
| 13    | 25-26 | Capitoli - Speciale 13. Colui che arresta le lacrime di sangue (血涙ヲ止メル者?, Ketsurui o tomeru mono) - 52. Colui che ritorna a essere un Dio (神デアリ続ケル者?, Kami de ari tsudzukeru mono) - 53. Colui che recide i legami (絆ヲ断ツ者?, Kizuna o tatsu mono) - 54. Colui che duella senza tregua (鍔迫ル者?, Tsubasemaru mono) - 55. Colui che estrae l'anima (魂ヲ引キ抜ク者?, Tamashii hikinuku mono) |                                         |                                     |
| 13    | 25-26 | Trama Giapeto perde la sua umanità e scaglia la spada del caos, ma qui Aiolia sferra un ultimo attacco con tutte le sue forze. Per un momento il cosmo di Aiolos circonda il leone e questo permette a Ioria di trafiggere il cuore di giapeto. Il titano cade morente e il suo Ichor bagna il corpo di Ioria. Nel frattempo Crio è pronto a scendere in campo e comincia lo scontro contro shura del capricorno. I due combattono ad armi pari e il cavaliere d’oro alla fine distrugge la spada del nemico. Il titano con la spada inutilizzata si trafigge e potenziando l’arma con il suo sangue divino e potenziandola. Evocando il pianeta da lui governato come scudo, il titano atterra con un solo fendente Shura. |                                         |                                     |
| 14    | 27-28 | I Cavalieri dello zodiaco Episode G 27 I Cavalieri dello zodiaco Episode G 28 「聖闘士星矢EPISODE・G 14」 - Seinto Seiya EPISODE・G 14 | 20 maggio 2008 ISBN 978-4-253-23128-2   | 9 aprile 2009 23 aprile 2009        |
| 14    | 27-28 | Capitoli - Speciale 14. Coloro che duellano a fil di spada (斬リ結ブ者?, Kiri musubu mono) - 56. L'erede spirituale (業ヲ受ケ継グ者?, Waza o uketsugu mono) - 57. Colui che tutto comprende (全テヲ悟リシ者?, Subete o satorishi mono) - 58. Colui che morì da guerriero (闘士トシテ死ンダ者?, Tōshi toshite shinda mono) - 59. Colui che offre qualcosa di prezioso (大切ナ事ヲ与エル者?, Taisetsu na koto o ataeru mono) |                                         |                                     |
| 14    | 27-28 | Trama Lo scontro tra Shura e Crio infuria sempre più e il dio raggiunge il suo potere massimo. Nel tentativo di fermare il fendente del nemico, Capricorn si priva dell’armatura, che viene colpita dal titano, mentre lui avrebbe trafitto il punto già ferito della Soma. In questo caso, il piano funziona, ma non basta a sconfiggere Crio. Shura risveglia un seconda Excalibur e sconfiggendo definitivamente il titano. Nel frattempo ceo combatte contro Aiolia. Questo respinge il photon burst con l’attrazione del suo pianeta e soprattutto spiega di come il leone fosse un guerriero incompleto per aver perso il suo unico mastro nel momento più cruciale del suo allenamento. Aiolia sembra sconfitto ma rialzandosi si prepara a scagliare nuovamente il photon burst |                                         |                                     |
| 15    | 29-30 | I Cavalieri dello zodiaco Episode G 29 I Cavalieri dello zodiaco Episode G 30 「聖闘士星矢EPISODE・G 15」 - Seinto Seiya EPISODE・G 15 | 20 agosto 2008 ISBN 978-4-253-23129-9   | 6 agosto 2009 27 agosto 2009        |
| 15    | 29-30 | Capitoli - Speciale 15. Colui che travalica i limiti (限界ヲ越エル者?, Genkai o koeru mono) - 60. Colui che si erge solitario (一人デ立ツ者?, Hitotsu de tatsu mono) - 61. Colui che trasmette i propri sentimenti (想イヲ伝エル者?, Omoi o tsutaeru mono) - 62. Colui che fu richiamato dalle acque malefiche (禍キ水ニ呼バレタ者?, Kaki mizu ni yobareta mono) - 63. Colui che si erge tra le oscure fiamme (黒ク燃立ツ者?, Kuroku moetatsu mono) |                                         |                                     |
| 15    | 29-30 | Trama Galan spiega di come Aiolia si nomini indegno di vestire l’elmo, e quindi la criniera del leone. Solo quando sarebbe mentalmente maturo è diventato vero guerriero lo avrebbe indossato. Aiolia acquisisce il settimo senso, essenza dei cavaliere d’oro e mandare il photon burst a segno. L’elmo del leone veste il cavaliere e rendendo il guerriero pronto e completo. Ceo spiega di aver causato l’estinzione dei titani inventando il fulmine, rubato da Mnemosine e consegnato a Zeus. Il titano ha ripreso la maggior parte quando il fulmine del leone lo ha colpito e riportando la memoria al titano. Ceo si accascia al suolo precipitando nella morte e consegna il keraunos divino al giovane. La morte di ceo impressiona Iperione che riprende i parte dei ricordi privati da Mnemosine. Quando ha ottenuto tutto il suo ancestrale potere di divinità del sole, Iperione si scaglia sui cavalieri d’oro. Mentre crono, privo di memoria, e lithos scappano dal castello, i cavalieri d’oro si ricongiungono di fronte al titano. |                                         |                                     |
| 16    | 31-32 | I Cavalieri dello zodiaco Episode G 31 I Cavalieri dello zodiaco Episode G 32 「聖闘士星矢EPISODE・G 16」 - Seinto Seiya EPISODE・G 16 | 20 gennaio 2009 ISBN 978-4-253-23130-5  | 8 ottobre 2009 22 ottobre 2009      |
| 16    | 31-32 | Capitoli - Speciale 16. Colui che si alza nel fumo nero (黒煙ニ立ツ者?, Kurokemuri ni tatsu mono) - 64. Colui che sorregge l'infinito (無限ヲ背負ウ者?, Mugen o seō mono) - 65. Il distruttore (破壊ヲ背負ウ者?, Hakai o seō mono) - 66. Colui che ricevette il fulmine in dono (神鳴リヲ授カリシ者?, Shinnari o sasukarishi mono) - 67. Colui che rimane per ultimo (最後ニ残リシ者?, Saigo ni nokorishi mono) - 68. Colui che non può condividere (心通ワヌ者?, Kokoro kayowanu mono) |                                         |                                     |
| 16    | 31-32 | Trama Aiolia si prepara allo scontro contro Iperione. Questo sfodera i suoi poteri divini e soprattutto l’uroboro, il cosmo di divinità del sole. Aiolia sembra distrutto e le zanne del leone vengono distrutte. La vittoria è vicina al nemico, ma qui il leone rigenera il braccio destro con l’uroboro e trafiggere Iperione con il Lightning bolt. La vittoria è decisiva e il cavaliere d’oro ne esce vincitore. |                                         |                                     |
| 17    | 33-34 | I Cavalieri dello zodiaco Episode G 33 I Cavalieri dello zodiaco Episode G 34 「聖闘士星矢EPISODE・G 17」 - Seinto Seiya EPISODE・G 17 | 19 giugno 2009 ISBN 978-4-253-23134-3   | 21 gennaio 2010 18 febbraio 2010    |
| 17    | 33-34 | Capitoli - Speciale 17. Colui che si rispecchia nell'avversario (相見エル者?, Aimamieru mono) - 69. Colui che segue l'acqua nera (黒キ水ニ従ウ者?, Kuroki mizu ni shitagau mono) - 70. Colui che possiede la fiamma nera (黒炎ノ者?, Kurohonō no mono) - 71. Colui che non lascia la presa (決シテ離サヌ者?, Kesshite hanasanu mono) - 72. Colui che dona la luce (光ヲ与エル者?, Hikari o ataeru mono) - 73. Colui che ritrova le tenebre (闇ヲ取リ戻セシ者?, Yami o torimodoseshi mono) |                                         |                                     |
| 17    | 33-34 | Trama Il sangue di Iperione genera un mare divino da cui sorge la figura di ponto che veste l’Ars magna. Essendo rinato grazie a ponto, il suo cosmo è la sua vita appartengono e sono legati al dio ancestrale. Iperione sfida la figura e riesce a spazzarla. Distrutta la sagoma generata dal suo sangue, Iperione muore come un essere umano, privo del suo ichor divino e dei suoi veri poteri. Qui i cavalieri d’oro vengono raggiunti da Lithos e crono privi di memoria. Aiolia salva il dio dall’aldilà e convince il ragazzino a concludere la guerra contro gli dei. Ponto e Mnemosine sbloccano i poteri di Cronos mostrando la sua identità di distruttore dell’Olimpo. La Megas Drepanon veste il dio dichiarando guerra ai cavalieri d’oro. |                                         |                                     |
| 18    | 35-36 | I Cavalieri dello zodiaco Episode G 35 I Cavalieri dello zodiaco Episode G 36 「聖闘士星矢EPISODE・G 18」 - Seinto Seiya EPISODE・G 18 | 19 agosto 2011 ISBN 978-4-253-23135-0   | 28 giugno 2012 26 luglio 2012       |
| 18    | 35-36 | Capitoli - Speciale 18: L'angelo caduto (堕天セシ者?, Daten seshi mono) - 74. Il mietitore di vite (命ヲ刈リ取ル者?, Inochi o karitoru mono) - 75. Coloro che sono uniti da un vincolo (絆結ビシ者?, Kizuna musubishi mono) - 76. Colui che si erge nella nebbia (霧ノ中ニ立ツ者?, Kiri no naka ni tatsu mono) - 77. Colui che reca con sé i poteri dei suoi compagni (同胞ノ力ト共ニ在ル者?, Dōhō no chikara to tomoni aru mono) - 78. Coloro che proteggono il grande dio ((大神ヲ守護シ立ツ者?, Ookami o shugo shi tatsu mono) - 79. Colui che anela alla salvezza nella luce, ma sa solo ghermire (光ニ救イヲ求メ奪ウシカ無イ者?, Hikari ni sukui o motome ubaushika nai mono) |                                         |                                     |
| 18    | 35-36 | Trama Crono si manifesta con la megas drepanon combattendo contro Aiolia. Lithos rimane al fianco del cavaliere cosiccome gli altri gold saint. Qui il dio sfodera il suo potere del tempo e mandando la terra all’epoca in cui gli dei vivevano governando sulla terra e gli umani non esistevano. Ioria distrugge le braccia del titano con cui scaglia il boato di tenebre ma il nemico manifesta i tre pianeti comandati da lui che si rivelano essere i tre giganti più potenti e guardia personale del titano. Armatura di giada, drago di perla e belva d’ambra si mettono a difesa del loro re. |                                         |                                     |
| 19    | 37-38 | I Cavalieri dello zodiaco Episode G 37 I Cavalieri dello zodiaco Episode G 38 「聖闘士星矢EPISODE・G 19」 - Seinto Seiya EPISODE・G 19 | 20 dicembre 2011 ISBN 978-4-253-23136-7 | 30 agosto 2012 27 settembre 2012    |
| 19    | 37-38 | Capitoli - Speciale 19. Colui per il quale nulla è impossibile (不可能ヲ認メヌ者?, Fukanou o mitomenu mono) - 80. Coloro che si fanno scudo indistruttibile e lama affilata (砕ケヌ盾トナリ 切リ裂ク剣トナル者?, Kudakenu tate tonari kirisaku ken tonaru mono) - 81. Colui che non vacilla (決シテ揺ルガヌ者?, Kesshite yuruganu mono) - 82. Coloro che si ribellano alla creatura leggendaria (伝説ト成ル存在ノ前ニ立ツ者?, Densetsu to naru sonzai no mae ni tatsu mono) - 83. Colui che brandisce la vera lama (真ナル刃ヲ持ツ者?, Shin naru ha o motsu mono) |                                         |                                     |
| 19    | 37-38 | Trama I tre giganti sfidano i cavalieri d’oro rimasti. Aldebaran e Shura affrontano armatura di giada, Shaka affronta belva d’ambra e Camus e Milo sfidano drago di perla. Le coppie riescono a vincere i tre giganti mentre Ioria si prepara allo scontro finale contro crono. |                                         |                                     |
| 20    | 39-40 | I Cavalieri dello zodiaco Episode G 39 「聖闘士星矢EPISODE・G 20」 - Seinto Seiya EPISODE・G 20 | 8 agosto 2013 ISBN 978-4-253-23140-4    | 29 maggio 2014 24 luglio 2014       |
| 20    | 39-40 | Capitoli - Speciale 20. I pugni di un dio - 84. Colui che cela nuove possibilità (可能性ヲ秘メシ者?, Kanōsei o Himeshi mono) - 85. Colui che si erge a guardia del portale (門ヲ守護セシ者?, Mon o shugoseshi mono) - 86. Colui che fronteggia gli Dei (神二抗エシ者?, Kami ni aragaeshi mono) - 87. Il ragazzo d'oro (黄金の少年?, Ōgon no shōnen) |                                         |                                     |
| 20    | 39-40 | Trama Dopo vari attacchi, Aiolia riesce a colpire Cronos qualche volta, ma il titano è enormemente in vantaggio. Ioria chiede agli altri cavalieri d’Oro di fuggire via verso il grande tempio con lithos e il popolo dei titani affinché questo possa vivere su una terra di luce e di pace. Ioria centra Cronos con un photon burst a bruciapelo trafiggendo il dio, che è costretto alla sconfitta. In questo momento interviene Hades e Cronos si domanda quale sia la cosa giusta da fare: salvare il leone d’oro i fallo morire insieme a lui. Nella scelta finale, il titano e Ade rimandano sulla terra Ioria mentre crono sprofonda nel tartaro sconfitto insieme ad Hades. Sulla terra Ioria veste l’elmo del leone salutando lithos e intravedendo la tomba di Aiolos. Nel frattempo ponto è sopravvissuto alla guerra e soprattutto afferma che la pace è temporanea. |                                         |                                     |

## Episode G: Assassin(2014-2019)
| Nº Ja | N° It | Titolo italiano Giapponese 「Kanji」 - Rōmaji | Data di prima pubblicazione              | Data di prima pubblicazione       |
| Nº Ja | N° It | Titolo italiano Giapponese 「Kanji」 - Rōmaji | Giapponese                               | Italiano                          |
| 1     | 1-2   | I Cavalieri dello zodiaco - Episode G: Assassin 1 I Cavalieri dello zodiaco - Episode G: Assassin 2 「聖闘士星矢EPISODE.G～アサシン～ 1」 - Seinto Seiya Episōdo Jī Asashin 1 | 20 ottobre 2014 ISBN 978-4-253-23531-0   | 9 marzo 2017 27 aprile 2017       |
| 1     | 1-2   | Capitoli - 1. L'assassino di assassini (暗殺者の暗殺者?, Ansatsusha no ansatsusha) - 2. La spada magica del traditore - prima metà (裏切りの魔剣?, Uragiri no maken) - 2. La spada magica del traditore - seconda metà (裏切りの魔剣?, Uragiri no maken) - 3. La guerra delle sacre spade (聖剣戦争?, Seiken sensō) |                                          |                                   |
| 2     | 3-4   | I Cavalieri dello zodiaco - Episode G: Assassin 3 I Cavalieri dello zodiaco - Episode G: Assassin 4 「聖闘士星矢EPISODE.G～アサシン～ 2」 - Seinto Seiya Episōdo Jī Asashin 2 | 20 febbraio 2015 ISBN 978-4-253-23532-7  | 25 maggio 2017 29 giugno 2017     |
| 2     | 3-4   | Capitoli - 4. Il filo d'argento (銀の糸?, Gin no ito) - 5. Nebula Storm (星雲乃嵐?, Nebyura Sutōmu) - 6. Orlando (ローラン?, Rōran) - 7. La spada immortale (不滅乃剣?, Fumetsu no ken) - 8. (狂エル剣?, Kyōeru ken) - 9. (剣鬼?, Kenki) - 10. (予見?, Yoken) - 11. (見切り?, Mikiri)                               |                                          |                                   |
| 3     | 5-6   | I Cavalieri dello zodiaco - Episode G: Assassin 5 I Cavalieri dello zodiaco - Episode G: Assassin 6 「聖闘士星矢EPISODE.G～アサシン～ 3」 - Seinto Seiya Episōdo Jī Asashin 3 | 20 maggio 2015 ISBN 978-4-253-23533-4    | 27 luglio 2017 24 agosto 2017     |
| 3     | 5-6   | Capitoli - 12. (貸し?, Kashi) - 13. (アリス?, Arisu) - 14. (龍?, Ryū) - 15. (神器?, Jingi) - 16. (槍?, Yari) - 17. (龍紋?, Ryū mon) - 18. (天秤座?, Tenbinza) - 19. (明日の勇者?, Ashita no yūsha) |                                          |                                   |
| 4     | 7-8   | I Cavalieri dello zodiaco - Episode G: Assassin 7 I Cavalieri dello zodiaco - Episode G: Assassin 8 「聖闘士星矢EPISODE.G～アサシン～ 4」 - Seinto Seiya Episōdo Jī Asashin 4 | 20 agosto 2015 ISBN 978-4-253-23534-1    | 28 settembre 2017 26 ottobre 2017 |
| 4     | 7-8   | Capitoli - 20. (証明?, Shōmei) - 21. (未来の地上?, Mirai no chijō) - 22. (黄金の翼?, Ōgon no tsubasa) - 23. (ワダツミ?, Wadatsumi) - 24. (海神?, Kaishin) - 25. (ダウンバースト?, Daunbāsuto) - 26. (激突?, Gekitotsu) - 27. (アクエリアス?, Akueriasu)                                                             |                                          |                                   |
| 5     | 9-10  | I Cavalieri dello zodiaco - Episode G: Assassin 9 I Cavalieri dello zodiaco - Episode G: Assassin 10 「聖闘士星矢EPISODE.G～アサシン～ 5」 - Seinto Seiya Episōdo Jī Asashin 5 | 20 ottobre 2015 ISBN 978-4-253-23535-8   | 23 novembre 2017 21 dicembre 2017 |
| 5     | 9-10  | Capitoli - 28. (湖の王女?, Mizūmi no ōjo) - 29. (憧れ?, Akogare) - 30. (超越?, Chōetsu) - 31. (枷?, Kase) - 32. (毒?, Doku) - 33. (漆黒?, Shikkoku) - 34. (反逆者??, Hangyakusha?) - 35. (巴?, Tomoe) |                                          |                                   |
| 6     | 11-12 | I Cavalieri dello zodiaco - Episode G: Assassin 11 I Cavalieri dello zodiaco - Episode G: Assassin 12 「聖闘士星矢EPISODE.G～アサシン～ 6」 - Seinto Seiya Episōdo Jī Asashin 6 | 18 marzo 2016 ISBN 978-4-253-23536-5     | 25 gennaio 2018 22 febbraio 2018  |
| 6     | 11-12 | Capitoli - 36. (失われし聖闘士?, Ushinawareshi seinto) - 37. (治癒者?, Chiyusha) - 38. (アルケウス?, Arukeusu) - 39. (神龍?, Shinryū) - 40. (聖闘士星矢?, Seinto Seiya) - 41. (勇者?, Yūsha) - 42. (蘇生打撃?, Sosei dageki) - 43. (アテナ?, Atena)                                                                 |                                          |                                   |
| 7     | 13-14 | I Cavalieri dello zodiaco - Episode G: Assassin 13 I Cavalieri dello zodiaco - Episode G: Assassin 14 「聖闘士星矢EPISODE.G～アサシン～ 7」 - Seinto Seiya Episōdo Jī Asashin 7 | 8 giugno 2016 ISBN 978-4-253-23537-2     | 22 marzo 2018 19 aprile 2018      |
| 7     | 13-14 | Capitoli - 44. (Azoth?) - 45. (おかえり?, Okaeri) - 46. (アイオロス?, Aiorosu) - 47. (イカヅチノキワミ?, Ikadzuchi no kiwami) - 48. (教皇?, Kyōkō) - 49. (鬼火?, Onibi) - 50. (デスマスク?, Desumasuku) |                                          |                                   |
| 8     | 15-16 | I Cavalieri dello zodiaco - Episode G: Assassin 15 I Cavalieri dello zodiaco - Episode G: Assassin 16 「聖闘士星矢EPISODE.G～アサシン～ 8」 - Seinto Seiya Episōdo Jī Asashin 8 | 20 settembre 2016 ISBN 978-4-253-23538-9 | 17 maggio 2018 21 giugno 2018     |
| 8     | 15-16 | Capitoli - 51. (牙むく獣?, Kiba muku kemono) - 52. (強き力?, Tsuyoki chikara) - 53. (剛腕?, Gōwan) - 54. (円剣?, En ken) - 55. (聖王?, Seiō) - 56. (暴風?, Bōfū) - 57. (幽体乃鎧?, Yūtai no kai) |                                          |                                   |
| 9     | 17-18 | I Cavalieri dello zodiaco - Episode G: Assassin 17 I Cavalieri dello zodiaco - Episode G: Assassin 18 「聖闘士星矢EPISODE.G～アサシン～ 9」 - Seinto Seiya Episōdo Jī Asashin 9 | 20 dicembre 2016 ISBN 978-4-253-23539-6  | 19 luglio 2018 16 agosto 2018     |
| 9     | 17-18 | Capitoli - 58. (妖刀?, Yōtō) - 59. (継承?, Keishō) - 60. (最強の弟子?, Saikyō no deshi) - 61. (業物?, Wazamono) - 62. (一撃必殺?, Ichigeki hissatsu) - 63. (冥界乃影?, Meikai no kage) - 64. (鬼?, Oni) |                                          |                                   |
| 10    | 19-20 | I Cavalieri dello zodiaco - Episode G: Assassin 19 I Cavalieri dello zodiaco - Episode G: Assassin 20 「聖闘士星矢EPISODE.G～アサシン～ 10」 - Seinto Seiya Episōdo Jī Asashin 10 | 20 giugno 2017 ISBN 978-4-253-23540-2    | 20 settembre 2018 18 ottobre 2018 |
| 10    | 19-20 | Capitoli - 65. (希望?, Kibō) - 66. (取っておき?, Totteoki) - 67. (盟友?, Meiyū) - 68. (信じるもの?, Shinjiru mono) - 69. (そば?, Soba) - 70. (スペア?, Supea) - 71. (最悪の事態?, Saiaku no jitai) |                                          |                                   |
| 11    | 21-22 | I Cavalieri dello zodiaco - Episode G: Assassin 21 I Cavalieri dello zodiaco - Episode G: Assassin 22 「聖闘士星矢EPISODE.G～アサシン～ 11」 - Seinto Seiya Episōdo Jī Asashin 11 | 20 dicembre 2017 ISBN 978-4-253-23836-6  | 15 novembre 2018 13 dicembre 2018 |
| 11    | 21-22 | Capitoli - 72. (師弟三代?, Shitei sandai) - 73. (メテオ?, Meteo) - 74. (一点突破?, Itten toppa) - 75. (アーサー?, Āsā) - 76. (奪還?, Takkan) - 77. (決して引かぬ?, Kesshite hikanu) - 78. (暗手?, Kura te) - 79. (ゼウス?, Zeusu)                                                                                   |                                          |                                   |
| 12    | 23-24 | I Cavalieri dello zodiaco - Episode G: Assassin 23 I Cavalieri dello zodiaco - Episode G: Assassin 24 「聖闘士星矢EPISODE.G～アサシン～ 12」 - Seinto Seiya Episōdo Jī Asashin 12 | 8 maggio 2018 ISBN 978-4-253-23837-3     | 31 gennaio 2019 28 marzo 2019     |
| 12    | 23-24 | Capitoli - 80. (選ばれし者?, Erabareshi mono) - 81. (兄と弟?, Ani to otōto) - 82. (牡牛座?, Oushiza) - 83. (偉大なる牙?, Idai naru kiba) - 84. (真なる主?, Shin naru shu) - 85. (召還?, Shōkan) - 86. (重力振?, Jūryoku ha)                                                                                         |                                          |                                   |
| 13    | 25-26 | I Cavalieri dello zodiaco - Episode G: Assassin 25 I Cavalieri dello zodiaco - Episode G: Assassin 26 「聖闘士星矢EPISODE.G～アサシン～ 13」 - Seinto Seiya Episōdo Jī Asashin 13 | 20 dicembre 2018 ISBN 978-4-253-23838-0  | 27 giugno 2019 29 agosto 2019     |
| 13    | 25-26 | Capitoli - 87. (鬼宿?, Shin'en) - 88. (鬼宿?, Oniyado) - 89. (氷解?, Hyōkai) - 90. (我が師?, Waga shi) - 91. (存在意義?, Sonzai igi) - 92. (二人で一つ?, Futari de hitotsu) - 93. (オーム?, Ōm) |                                          |                                   |
| 14    | 27-28 | I Cavalieri dello zodiaco - Episode G: Assassin 27 I Cavalieri dello zodiaco - Episode G: Assassin 28 「聖闘士星矢EPISODE.G～アサシン～ 14」 - Seinto Seiya Episōdo Jī Asashin 14 | 18 gennaio 2019 ISBN 978-4-253-23839-7   | 24 ottobre 2019 19 dicembre 2019  |
| 14    | 27-28 | Capitoli - 94. (崩壊?, Hōkai) - 95. (神剣?, Shinken) - 96. (大神乃器?, Ōgami Osamu-ki) - 97. (滅びの未来?, Horobi no mirai) - 98. (黒い海?, Kuroi umi) - 99. (鬼?, Oni) - 100. (真・聖衣?, Ma seii) - 101. (無間乃果テ?, Mugen Osamu hate te) - 102. (第九感覚?, Dai kyū kankaku)                                   |                                          |                                   |
| 15    | 29-30 | I Cavalieri dello zodiaco - Episode G: Assassin 29 I Cavalieri dello zodiaco - Episode G: Assassin 30 「聖闘士星矢EPISODE.G～アサシン～ 15」 - Seinto Seiya Episōdo Jī Asashin 15 | 19 aprile 2019 ISBN 978-4-253-23840-3    | 27 febbraio 2020 23 aprile 2020   |
| 15    | 29-30 | Capitoli - 103. (絶対虚無?, Zettai kyomu) - 104. (排除?, Haijo) - 105. (混沌?, Konton) - 106. (崩壊?, Hōkai) - 107. (希望と光明?, Kibō to kōmyō) - 108. (アマテラス?, Amaterasu) - 109. (絶対不可侵?, Zettai fukashin) - 110. (特別?, Tokubetsu)                                                                    |                                          |                                   |
| 16    | 31-32 | I Cavalieri dello zodiaco - Episode G: Assassin 31 I Cavalieri dello zodiaco - Episode G: Assassin 32 「聖闘士星矢EPISODE.G～アサシン～ 16」 - Seinto Seiya Episōdo Jī Asashin 16 | 20 dicembre 2019 ISBN 978-4-253-23841-0  | 25 giugno 2020 27 agosto 2020     |
| 16    | 31-32 | Capitoli - 111. (門?, Mon) - 112. (明日乃勇者?, Ashita no yūshu) - 113. (谺（コダマ）?, Kodama) - 114. (どれ程の犠牲?, Dorehodo no gisei) - 115. (「因果」を断つ?, Inga o tatsu) - 116. (神罰?, Shinbotsu) - 117. (神剣抜刀?, Shinken battou) - 118. (聖闘士の責任?, Seinto no sekinin)                             |                                          |                                   |

## Episode G: Requiem(2020-in corso)
| Nº | Titolo italiano Giapponese 「Kanji」 - Rōmaji | Data di prima pubblicazione              | Data di prima pubblicazione             |
| Nº | Titolo italiano Giapponese 「Kanji」 - Rōmaji | Giapponese                               | Italiano                                |
| 1  | I Cavalieri dello zodiaco - Episode G: Requiem 1 「聖闘士星矢EPISODE.Gレクイエム 1」 - Seito Seiya Episōdo Jī Rekuiemu 1 | 20 aprile 2020 ISBN 978-4-253-23861-8    | 21 novembre 2024 ISBN 979-12-21900-76-7 |
| 1  | Capitoli - 1. (帰還?, Kikan) - 2. (陥落?, Kanraku) - 3. (最後の聖闘士?, Saigo no Seinto) - 4. (天馬星座の聖衣?, Pegasasu no Kurosu) - 5. (ユニコーン?, Yunikōn) - 6. (悪衣?, Akui) - 7. (大神乃小宇宙?, Ōkami no Kosumo) |                                          |                                         |
| 2  | I Cavalieri dello zodiaco - Episode G: Requiem 2 「聖闘士星矢EPISODE.Gレクイエム 2」 - Seito Seiya Episōdo Jī Rekuiemu 2 | 20 ottobre 2021 ISBN 978-4-253-23862-5   | 30 gennaio 2025 ISBN 979-12-21908-32-9  |
| 2  | Capitoli - 8. (白羊宮?, Hakuyoukyū) - 9. (聖域改悪?, Seiiki kaiaku) - 10. (楔?, Kusabi) - 11. (鉄槌?, Tettsui) - 12. (黒海の野望?, Kokkai no yabō) - 13. (階級意識?, Kaikyū ishiki) - 14. (金牛?, Kingyū) |                                          |                                         |
| 3  | I Cavalieri dello zodiaco - Episode G: Requiem 3 「聖闘士星矢EPISODE.Gレクイエム 3」 - Seito Seiya Episōdo Jī Rekuiemu 3 | 17 marzo 2022 ISBN 978-4-253-23863-2     | 20 marzo 2025 ISBN 979-12-21913-25-5    |
| 3  | Capitoli - 15. (大いなる謀?, Ōinaru hakarigoto) - 16. (起点?, Kiten) - 17. (暗殺者?, Ansatsusha) - 18. (超光速度?, Chō kōsokudo) - 19. (聖剣を統べる王?, Seiken o suberu ō) - 20. (第「十」感覚?, Dai `jū' kankaku) - 21. (血脈?, Kechimyaku)                                                                                                 |                                          |                                         |
| 4  | I Cavalieri dello zodiaco - Episode G: Requiem 4 「聖闘士星矢EPISODE.Gレクイエム 4」 - Seito Seiya Episōdo Jī Rekuiemu 4 | 20 settembre 2022 ISBN 978-4-253-23864-9 | 15 maggio 2025 ISBN 979-12-21918-35-9   |
| 4  | Capitoli - 22. (疑念?, Ginen) - 23. (「希望」そして「絶望」?, `Kibō' soshite `zetsubō') - 24. (神殺しの因子?, Kamigoroshi no inshi) - 25. (神乃粛清?, Kami no shukusei) - 26. (大地の楔?, Daichi no kusabi) - 27. (シナプス?, Shinapusu) - 28. (集う魂?, Tsudou tamashī) - 29. (黄金乃星?, Ōgon noboshi)                                      |                                          |                                         |
| 5  | I Cavalieri dello zodiaco - Episode G: Requiem 5 「聖闘士星矢EPISODE.Gレクイエム 5」 - Seito Seiya Episōdo Jī Rekuiemu 5 | 20 aprile 2023 ISBN 978-4-253-23865-6    | 7 agosto 2025 ISBN 979-12-21923-00-1    |
| 5  | Capitoli - 30. (博戯?, Bakugi) - 31. (鳳凰?, Hōō) - 32. (デスクイーン島?, Desu Kuīn tōо) - 33. (見張る?, Miharu) - 34. (超振動波?, Chō shindō ha) - 35. (真の地獄?, Shin no jigoku) - 36. (暗く深き海?, Kuraku fukaki umi) - 37. (戦神アテナ?, Senshin Atena)                                                                                 |                                          |                                         |
| 6  | I Cavalieri dello zodiaco - Episode G: Requiem 6 「聖闘士星矢EPISODE.Gレクイエム 6」 - Seito Seiya Episōdo Jī Rekuiemu 6 | 18 marzo 2024 ISBN 978-4-253-23866-3     | ottobre 2025                            |
| 6  | Capitoli - 38. (甘美なる選択?, Kanbinaru sentaku) - 39. (蒸発?, Jōhatsu) - 40. (暗黒聖闘士?, Ankoku Seinto) - 41. (漆黒乃十二星座?, Shikkoku jūniseiza) - 42. (黄金乃牙?, Ōgon no kiba) - 43. (レプリカ?, Repurika) - 44. (神格具現?, Shinkaku gugen) - 45. (エクサボルト?, Ekusaboruto)                                                      |                                          |                                         |
| 7  | I Cavalieri dello zodiaco - Episode G: Requiem 7 「聖闘士星矢EPISODE.Gレクイエム 7」 - Seito Seiya Episōdo Jī Rekuiemu 7 | 18 marzo 2025 ISBN 978-4-253-23867-0     | —                                       |
| 7  | Capitoli - 46. (光子破裂?, Foton Bāsuto) - 47. (神の御業?, Kami no miwaza) - 48. (鋼乃絆?, Hagane no kizuna) - 49. (不死鳥の定め?, Fushichō no sadame) - 50. (大地母神降臨?, Daichi boshin kōrin) - 51. (己を信じる心?, Onore o shinjiru kokoro) - 52. (逼る神の目?, Semaru kami no me) - 53. (命の大義?, Inochi no taigi)                    |                                          |                                         |
| 8  | I Cavalieri dello zodiaco - Episode G: Requiem 8 「聖闘士星矢EPISODE.Gレクイエム 8」 - Seito Seiya Episōdo Jī Rekuiemu 8 | 20 agosto 2025 ISBN 978-4-253-23868-7    | —                                       |
| 8  | Capitoli - 54. (男神強臨?, Dankami kyōrin) - 55. (降り堕ちる流星?, Furi ochiru ryūsei) - 56. (顕われる混沌?, Arawa wareru konton) - 57. (戦女神の聖盾?, Sen megami no hijiri tate) - 58. (破滅乃逆襲?, Hametsu no gyakushū) - 59. (戦女神の在り方?, Atena no arikata) - 60. (黄金の天秤?, Ogon no tenbin) - 61. (神剣抜刃?, Shinken batsujin) |                                          |                                         |

### Capitoli non ancora in formato tankōbon
Questa lista è suscettibile di variazioni e potrebbe essere incompleta o non aggiornata.

- Capitolo speciale
- 62.  (心に映る神の御姿?, Wa kokoro ni utsuru kami no osugata)
- 63.  (青き光明、氷河?, Aoki kōmyō, Hyōga)
- 64.  (氷解の刻?, Hyōkai no koku)
- 65.  (世界の真実?, Sekai no shinjitsu)
- 66.  (冥王剣乃楔?, Meiō ken'no kusabi)

## Volume 0
Disegnato nel 2007 per celebrare i cinque anni di serializzazione e pubblicato a maggio del 2008, il volume 0 è un numero speciale che funge da prologo della storia di Episode G raccontando un'avventura in Egitto di Aiolos del Sagittario, già accennata nel numero 5.
| Nº | Titolo italiano Giapponese 「Kanji」 - Rōmaji | Data di prima pubblicazione           | Data di prima pubblicazione |
| Nº | Titolo italiano Giapponese 「Kanji」 - Rōmaji | Giapponese                            | Italiano                    |
| 0  | La storia di Aiolos 「アイオロス編」 - Aiorosu hen | 20 maggio 2008 ISBN 978-4-253-23110-7 | 24 maggio 2012              |
| 0  | Capitoli - Prologo. La ricercatrice (探求セシ者?, Tankyū seshi mono) - 1. Colui che annuncia l'inizio (始マリヲ告ゲル者?, Hajimari o tsugeru mono) - 2. Scelto da leone (獅子ニ選バレシ者?, Shishi ni erabareshimono) - 3. I vagabondi (タユタウ者?, Tayutau mono) - 4. Colui che risorge dall'acqua del caos (渾沌ノ水カラ還ル者?, Konton no mizu kara kaeru mono) - Epilogo. Chi ordina di ricercare ((探求ヲ命ズル者?, Tankyū o meizuru mono) - L'Enciclopedia Galattica (銀河百科事典（ギャラクシアン エンサイクロペディア）?, Gyarakushian ensaikuropedia) |                                       |                             |
| 0  | Trama In Egitto, un’archeologa cerca di scoprire dei reperti archeologici, rimasti sepolti dopo la distruzione della diga di Assuan. Qui aiolos e il piccolo Aiolia si incamminano nel deserto egiziano affidando al piccolo Aiolia la protezione della ragazza, mentre lui sarebbe andato a chiedere il permesso dal governo egizio per scoprire delle rovine antiche. Aiolia è la studiosa si incamminano in una breccia e qui scorgono una tomba immersa nell’ichor degli dei greci. Infatti gli dei greci hanno sigillato nel loro ichor una minaccia divina egiziana. Infatti dei fulmini raggiungono Aiolia e qui si rivela una Apopi. Aiolos giunge in soccorso del giovane fratello e lo sconfigge con la freccia d’oro del sagittario. Dal suo corpo si risvegliano Ponto e Iperione, divinità ancestrali. Purtroppo la sconfitta di Apopi distrugge le rovine. Aiolos e Aiolia salutano la studiosa e raggiungono la Grecia. |                                       |                             |

## Volume 17.5
Il cosiddetto volume 17.5, è un fascicolo pubblicato a seguito della ripresa del manga su Champion Red dopo più di un anno di fermo e che contiene gli ultimi tre capitoli pubblicati nel 2009 e raccolti in tankōbon solamente nell'agosto del 2011.
| Nº   | Titolo italiano Giapponese 「Kanji」 - Rōmaji                                                                   | Data di prima pubblicazione | Data di prima pubblicazione |
| Nº   | Titolo italiano Giapponese 「Kanji」 - Rōmaji                                                                   | Giapponese                  |                             |
| 17.5 | Saint Seiya Episode G 17.5 「聖闘士星矢EPISODE・G 17.5」 - Seinto Seiya EPISODE・G 17.5                         | 19 febbraio 2011            |                             |
| 17.5 | Capitoli - 74 Il mietitore di vite - 75 Coloro che sono uniti da un vincolo - 76 Colui che si erge nella nebbia |                             |                             |